# Тизајука (Тизајука, Идалго)
Тизајука (шп. Tizayuca) насеље је у Мексику у савезној држави Идалго у општини Тизајука. Насеље се налази на надморској висини од 2268 м.

## Становништво
Према подацима из 2010. године у насељу је живело 43250 становника.

### Хронологија
| Година       | 2000                  | 2005                  | 2010                  |
| ------------ | --------------------- | --------------------- | --------------------- |
| Становништво | 33182 (16428 / 16754) | 38798 (19046 / 19752) | 43250 (21325 / 21925) |

### Попис
| \| \| м \| \| \| ж \| \| 0—2 \| 1.181 \| \| \| 1.137 \| \| 3—5 \| 1.266 \| \| \| 1.164 \| \| 6—11 \| 2.552 \| \| \| 2.442 \| \| 12—14 \| 1.250 \| \| \| 1.155 \| \| 15—17 \| 1.295 \| \| \| 1.235 \| \| 18—24 \| 2.796 \| \| \| 2.752 \| \| 60+ \| 1.281 \| \| \| 1.427 \| \| Просек : \| 28,5 \| \| \| 29,7 \| |       |  |  |       |
| |       |  |  |       |
| | м     |  |  | ж     |
| 0—2 | 1.181 |  |  | 1.137 |
| 3—5 | 1.266 |  |  | 1.164 |
| 6—11 | 2.552 |  |  | 2.442 |
| 12—14 | 1.250 |  |  | 1.155 |
| 15—17 | 1.295 |  |  | 1.235 |
| 18—24 | 2.796 |  |  | 2.752 |
| 60+ | 1.281 |  |  | 1.427 |
| Просек : | 28,5  |  |  | 29,7  |

| #   | Индикатор                                                                                        | Вредност |
| --- | ------------------------------------------------------------------------------------------------ | -------- |
| 1   | Становништво од 0 до 2 године                                                                    | 2318     |
| 2   | Мушко становништво од 0 до 2 године                                                              | 1181     |
| 3   | Женско становништво од 0 до 2 године                                                             | 1137     |
| 4   | Становништво са 3 и више година                                                                  | 39367    |
| 5   | Мушко становништво са 3 и више година                                                            | 19361    |
| 6   | Женско становништво са 3 и више година                                                           | 20006    |
| 7   | Становништво са 5 и више година                                                                  | 37711    |
| 8   | Мушко становништво са 5 и више година                                                            | 18502    |
| 9   | Женско становништво са 5 и више година                                                           | 19209    |
| 10  | Становништво са 12 и више година                                                                 | 31943    |
| 11  | Мушко становништво са 12 и више година                                                           | 15543    |
| 12  | Женско становништво са 12 и више година                                                          | 16400    |
| 13  | Становништво са 15 и више година                                                                 | 29538    |
| 14  | Мушко становништво са 15 и више година                                                           | 14293    |
| 15  | Женско становништво са 15 и више година                                                          | 15245    |
| 16  | Становништво са 18 и више година                                                                 | 27008    |
| 17  | Мушко становништво са 18 и више година                                                           | 12998    |
| 18  | Женско становништво са 18 и више година                                                          | 14010    |
| 19  | Становништво од 3 до 5 година                                                                    | 2430     |
| 20  | Мушко становништво од 3 до 5 година                                                              | 1266     |
| 21  | Женско становништво од 3 до 5 година                                                             | 1164     |
| 22  | Становништво од 6 до 11 година                                                                   | 4994     |
| 23  | Мушко становништво од 6 до 11 година                                                             | 2552     |
| 24  | Женско становништво од 6 до 11 година                                                            | 2442     |
| 25  | Становништво од 8 до 14 година                                                                   | 5771     |
| 26  | Мушко становништво од 8 до 14 година                                                             | 2995     |
| 27  | Женско становништво од 8 до 14 година                                                            | 2776     |
| 28  | Становништво од 12 до 14 година                                                                  | 2405     |
| 29  | Мушко становништво од 12 до 14 година                                                            | 1250     |
| 30  | Женско становништво од 12 до 14 година                                                           | 1155     |
| 31  | Становништво од 15 до 17 година                                                                  | 2530     |
| 32  | Мушко становништво од 15 до 17 година                                                            | 1295     |
| 33  | Женско становништво од 15 до 17 година                                                           | 1235     |
| 34  | Становништво од 18 до 24 године                                                                  | 5548     |
| 35  | Мушко становништво од 18 до 24 године                                                            | 2796     |
| 36  | Женско становништво од 18 до 24 године                                                           | 2752     |
| 37  | Женско становништво од 15 до 49 година                                                           | 12053    |
| 38  | Становништво са 60 и више година                                                                 | 2708     |
| 39  | Мушко становништво са 60 и више година                                                           | 1281     |
| 40  | Женско становништво са 60 и више година                                                          | 1427     |
| 41  | Однос између мушкараца и жена                                                                    | 97.26    |
| 42  | Становништво од нуле до 14 година                                                                | 12147    |
| 43  | Становништво од 15 до 64 године                                                                  | 27834    |
| 44  | Становништво од 65 година и више                                                                 | 1704     |
| 45  | Просечан број деце                                                                               | 2.11     |
| 46  | Становништво рођено у ентитету                                                                   | 19921    |
| 47  | Мушко становништво рођено у ентитету                                                             | 10036    |
| 48  | Женско становништво рођено у ентитету                                                            | 9885     |
| 49  | Становништво рођено у другом ентитету                                                            | 21540    |
| 50  | Мушко становништво рођено у другом ентитету                                                      | 10404    |
| 51  | Женско становништво рођено у другом ентитету                                                     | 11136    |
| 52  | Становништво од 5 година и више резидентно у ентитету у јуну 2005. године                        | 32276    |
| 53  | Мушко становништво старосног доба од 5 година и више, резидентно у ентитету у јуну 2005. године  | 15760    |
| 54  | Женско становништво старосног доба од 5 и више година, резидентно у ентитету у јуну 2005. године | 16516    |
| 55  | Становништво од 5 година и више које је живело у другом ентитету у јуну 2005. године             | 5088     |
| 56  | Мушко становништво старије од 5 година које је живело у другом ентитету у јуну 2005. године      | 2534     |
| 57  | Женско становништво старије од 5 година које је живело у другом ентитету у јуну 2005. године     | 2554     |
| 58  | Становништво од 3 године и више које говори аутохтони језик                                      | 871      |
| 59  | Мушко становништво старо 3 године и више које говори аутохтони језик                             | 462      |
| 60  | Женско становништво старо 3 године и више које говори аутохтони језик                            | 409      |
| 61  | Становништво од 3 године и више које говори аутохтони језик и не говори шпански језик            | 1        |
| 62  | Мушко становништво старо 3 године и више које говори аутохтони језик и не говори шпански         | 0        |
| 63  | Женско становништво старо 3 године и више које говори аутохтони језик и не говори шпански језик  | 1        |
| 64  | Становништво старо 3 године и више које говори аутохтони језик и шпански                         | 808      |
| 65  | Мушко становништво старо 3 године и више које говори аутохтони језик и шпански                   | 431      |
| 66  | Женско становништво старо 3 године и више које говори аутохтони језик и шпански                  | 377      |
| 67  | Становништво од 5 година и више које говори аутохтони језик                                      | 864      |
| 68  | Становништво од 5 година и више које говори аутохтони језик и не говори шпански језик            | 1        |
| 69  | Становништво од 5 година и више које говори аутохтони језик и говори шпански језик               | 802      |
| 70  | Становништво у домородачким домаћинствима                                                        | 2126     |
| 71  | Становништво са ограничењима у активностима                                                      | 1416     |
| 72  | Становништво са ограниченим ходањем или кретањем, горе или доле                                  | 712      |
| 73  | Становници са ограничењима вида, чак и уз кориштење сочива                                       | 476      |
| 74  | Становништво са ограничењима говора, комуникације или конверзације                               | 139      |
| 75  | Становништво са ограниченим слухом                                                               | 166      |
| 76  | Становништво са ограничењима при одевању, купању или јелу                                        | 70       |
| 77  | Становништво са ограничењима у опажању или учењу једноставних ствари                             | 92       |
| 78  | Становништво са менталним ограничењима                                                           | 144      |
| 79  | Становништво без ограничења активности                                                           | 40089    |
| 80  | Становништво од 3 до 5 година које не похађа школу                                               | 1234     |
| 81  | Мушко становништво од 3 до 5 година које не похађа школу                                         | 640      |
| 82  | Женско становништво од 3 до 5 година које не похађа школу                                        | 594      |
| 83  | Становништво од 6 до 11 година које не похађа школу                                              | 123      |
| 84  | Мушко становништво од 6 до 11 година које не похађа школу                                        | 69       |
| 85  | Женско становништво од 6 до 11 година које не похађа школу                                       | 54       |
| 86  | Становништво од 12 до 14 година које не похађа школу                                             | 134      |
| 87  | Мушко становништво од 12 до 14 година које не похађа школу                                       | 78       |
| 88  | Женско становништво од 12 до 14 година које не похађа школу                                      | 56       |
| 89  | Становништво од 15 до 17 година похађа школу                                                     | 1785     |
| 90  | Мушко становништво од 15 до 17 година похађа школу                                               | 900      |
| 91  | Женско становништво између 15 и 17 година живота у школи                                         | 885      |
| 92  | Становништво од 18 до 24 године похађа школу                                                     | 1557     |
| 93  | Мушко становништво од 18 до 24 године похађа школу                                               | 787      |
| 94  | Женско становништво од 18 до 24 године похађа школу                                              | 770      |
| 95  | Становништво од 8 до 14 година које не може да чита и пише                                       | 80       |
| 96  | Мушко становништво старосног доба од 8 до 14 година које не може да чита и пише                  | 43       |
| 97  | Женско становништво старосног доби од 8 до 14 година које не може да чита и пише                 | 37       |
| 98  | Становништво од 15 година и више које је неписмено                                               | 788      |
| 99  | Мушко становништво од 15 година и више које је неписмено                                         | 297      |
| 100 | Женско становништво од 15 година и више које је неписмено                                        | 491      |
| 101 | Становништво старо 15 и више година без школовања                                                | 1045     |
| 102 | Мушко становништво старо 15 и више година без школовања                                          | 436      |
| 103 | Женско становништво старо 15 и више година без школовања                                         | 609      |
| 104 | Становништво старосног доба 15 и више година са непотпуним основним образовањем                  | 2287     |
| 105 | Мушко становништво старосног доба од 15 година и више са непотпуном основним образовањем         | 1023     |
| 106 | Женско становништво старосног доба 15 и више година са непотпуном основним образовањем           | 1264     |
| 107 | Становништво старо 15 и више година са комплетним основним образовањем                           | 4854     |
| 108 | Мушко становништво старо 15 година и више са комплетним основним образовањем                     | 2210     |
| 109 | Женско становништво старо 15 и више година са комплетним основним образовањем                    | 2644     |
| 110 | Становништво старосног доба 15 и више година са непотпуним средњим образовањем                   | 1481     |
| 111 | Мушко становништво старосног доба од 15 година и више са непотпуним средњим образовањем          | 825      |
| 112 | Женско становништво старосног доба од 15 година и више са непотпуним средњим образовањем         | 656      |
| 113 | Становништво старо 15 и више година са пуним секундарном образовањем                             | 8106     |
| 114 | Мушко становништво старосног доба од 15 година и више са пуним секундарном образовањем           | 4041     |
| 115 | Женско становништво старосног доба од 15 година и више са пуним секундарном образовањем          | 4065     |
| 116 | Становништво старије од 18 година са постосновним образовањем                                    | 10518    |
| 117 | Мушко становништво старије од 18 година са постосновним образовањем                              | 5196     |
| 118 | Женско становништво старије од 18 година са постосновним образовањем                             | 5322     |
| 119 | Просечна оцена школовања                                                                         | 9.2      |
| 120 | Просечан ниво образовања мушке популације                                                        | 9.34     |
| 121 | Просечан ниво образовања женског становништва                                                    | 9.07     |
| 122 | Економски активно становништво                                                                   | 17160    |
| 123 | Економски активна мушка популација                                                               | 11555    |
| 124 | Економски активна женска популација                                                              | 5605     |
| 125 | Становништво које није економски активно                                                         | 14680    |
| 126 | Мушко становништво које није економски активно                                                   | 3929     |
| 127 | Женско становништво које није економски активно                                                  | 10751    |
| 128 | Запослено становништво                                                                           | 16393    |
| 129 | Запослено мушко становништво                                                                     | 10972    |
| 130 | Запослено женско становништво                                                                    | 5421     |
| 131 | Незапослена популација                                                                           | 767      |
| 132 | Незапослена мушка популација                                                                     | 583      |
| 133 | Незапослена женска популација                                                                    | 184      |
| 134 | Становништво без права на здравствене услуге                                                     | 16638    |
| 135 | Становништво које има право на здравствене услуге                                                | 24984    |
| 136 | Становништво које има право на ИМСС                                                              | 14551    |
| 137 | Становништво које има право на социјално осигурање                                               | 1776     |
| 138 | Становништво које има право на државно социјално осигурање                                       | 168      |
| 139 | Становништво које има право на опште осигурање или здравствено осигурање за нову генерацију      | 6778     |
| 140 | Становништво које је било једном или није било у браку током 12 година и више                    | 10690    |
| 141 | Венчано или уједињено становништво од 12 година и више                                           | 18321    |
| 142 | Становништво које је било у браку или уједињено 12 година и више                                 | 2860     |
| 143 | Становништво са католичком религијом                                                             | 34824    |
| 144 | Протестанти, еванђелисти и библијски следбеници различити од еванђелиста                         | 3577     |
| 145 | Становништво са другим религијама различитим од претходних                                       | 37       |
| 146 | Становништво без религије                                                                        | 1703     |
| 147 | Укупно пописаних домаћинства                                                                     | 10455    |
| 148 | Пописна домаћинства на челу са мушкарцима                                                        | 8070     |
| 149 | Пописна домаћинства на челу са женама                                                            | 2385     |
| 150 | Становништво у пописним домаћинствима                                                            | 41592    |
| 151 | Становништво у пописним домаћинствима на челу са мушкарцима                                      | 33164    |
| 152 | Становништво у пописним домаћинствима на челу са женама                                          | 8428     |
| 153 | Укупно домаћинстава                                                                              | 14717    |
| 154 | Укупно насељених домаћинстава                                                                    | 10976    |
| 155 | Укупно приватних кућа                                                                            | 14196    |
| 156 | Насељени приватни домови                                                                         | 10455    |
| 157 | Укупно насељених приватних кућа                                                                  | 10975    |
| 158 | Ненасељене приватне куће                                                                         | 2922     |
| 159 | Појединачна домаћинства за привремену употребу                                                   | 819      |
| 160 | Становници у насељеним приватним кућама                                                          | 41592    |
| 161 | Насељеност станара у приватним становима                                                         | 3.98     |
| 162 | Просечно становника по соби у приватним насељеним домаћинствима                                  | 1        |
| 163 | Појединачна домаћинства са подовима од различитих материјала од земље                            | 10226    |
| 164 | Појединачна домаћинства у приземљу                                                               | 188      |
| 165 | Појединачна домаћинства са једном спаваћом собом                                                 | 3020     |
| 166 | Појединачна домаћинства са две спаваће собе и више                                               | 7392     |
| 167 | Појединачна домаћинства са једним собом                                                          | 693      |
| 168 | Појединачна домаћинства са две собе                                                              | 1201     |
| 169 | Појединачна домаћинства са 3 собе и више                                                         | 8501     |
| 170 | Појединачна домаћинства која имају електрично светло                                             | 10379    |
| 171 | Појединачна домаћинства која немају електрично светло                                            | 41       |
| 172 | Појединачна домаћинства која имају водоводну воду у стамбеном простору                           | 10290    |
| 173 | Појединачна домаћинства која немају водоводну воду у стамбеном простору                          | 124      |
| 174 | Појединачна домаћинства која имају тоалет                                                        | 10381    |
| 175 | Појединачна домаћинства која имају канализацију                                                  | 10370    |
| 176 | Појединачна домаћинства која немају канализацију                                                 | 38       |
| 177 | Појединачна домаћинства која имају електрично светло, довод воде из јавне мреже и канализацију   | 10215    |
| 178 | Појединачна домаћинства без икаквих услова                                                       | 55       |
| 179 | Појединачна домаћинства која имају радио                                                         | 9015     |
| 180 | Појединачна домаћинства која имају телевизор                                                     | 10198    |
| 181 | Појединачна домаћинства која имају фрижидер                                                      | 8962     |
| 182 | Појединачна домаћинства која имају машину за веш                                                 | 7324     |
| 183 | Појединачна домаћинства која имају аутомобил или комби                                           | 4774     |
| 184 | Појединачна домаћинства која имају рачунар                                                       | 3212     |
| 185 | Појединачна домаћинства која имају фиксну телефонску линију                                      | 3922     |
| 186 | Појединачна домаћинства која имају мобилни телефон                                               | 7881     |
| 187 | Појединачна домаћинства која имају приступ интернету                                             | 1975     |
| 188 | Величина локације                                                                                | 9        |